# Duckeanthidium amazonense
Duckeanthidium amazonense är en biart som först beskrevs av Urban 1995.  Duckeanthidium amazonense ingår i släktet Duckeanthidium och familjen buksamlarbin. Inga underarter finns listade i Catalogue of Life.